# Elisabetta Sancassani
Maria Elisabetta Sancassani (Lecco, 6 de febrero de 1983) es una deportista italiana que compitió en remo. Su hermano Franco compitió en el mismo deporte.
Ganó dos medallas en el Campeonato Mundial de Remo, en los años 2002 y 2013, y cinco medallas en el Campeonato Europeo de Remo entre los años 2009 y 2014.
Participó en dos Juegos Olímpicos de Verano, ocupando el octavo lugar en Atenas 2004 y el décimo en Pekín 2008, en la prueba de doble scull.

## Palmarés internacional
| Campeonato Mundial | Campeonato Mundial          | Campeonato Mundial | Campeonato Mundial |
| Año                | Lugar                       | Medalla            | Prueba             |
| ------------------ | --------------------------- | ------------------ | ------------------ |
| 2002               | Sevilla (España)            | Medalla de bronce  | Doble scull        |
| 2013               | Chungju (Corea del Sur)     | Medalla de oro     | Doble scull ligero |
| Campeonato Europeo |                             |                    |                    |
| Año                | Lugar                       | Medalla            | Prueba             |
| 2009               | Brest (Bielorrusia)         | Medalla de plata   | Cuatro scull       |
| 2010               | Montemor-o-Velho (Portugal) | Medalla de bronce  | Doble scull        |
| 2012               | Varese (Italia)             | Medalla de oro     | Doble scull ligero |
| 2013               | Sevilla (España)            | Medalla de oro     | Doble scull ligero |
| 2014               | Belgrado (Serbia)           | Medalla de oro     | Doble scull ligero |